# Univerzita Fu-tan
Univerzita Fu-tan, čínsky 复旦大学, je čínská vysoká škola, která se nachází v Šanghaji. V současnosti má 17 fakult, čtyři kampusy v centrální Šanghaji, knihovnu se 4,5 milionem položek a studuje na ní zhruba 45 000 studentů, z toho téměř 2000 zahraničních, což z ní činí druhou nejmezinárodnější univerzitu v zemi. V žebříčku kvality univerzit QS World University Rankings dosáhla v ročníku 2015/16 na 43. místo na světě a byla třetí nejkvalitnější univerzitou ve státech BRICS. V sezóně 2016/17 dosáhla celosvětově na 155. příčku. Založena byla roku 1905 jako veřejná vysoká škola. Název Fu-tan (v překladu zhruba "zářit jako nebeské světlo den po dni") vymyslel čínský učenec Ma Siang-po, inspirován starým konfuciánským spisem Šang-šu Ta-čuan. V roce 1917 se univerzita stala soukromou. V roce 1937 se spolu s vládou Kuomintangu přestěhovala načas do nového hlavního města Pej-pej (před japonskou invazí). V roce 1941 byla znovu prohlášena za veřejnou a přejmenována na Národní univerzitu Fu-tan. Roku 1945 se vrátila do Šanghaje. Po nástupu komunistů bylo z názvu vypuštěno slovo národní, neboť státními se staly všechny školy. Nová vláda jako na první univerzitě v zemi na Fu-tan zavedla roku 1952 sovětský systém výuky. V roce 2000 byla sloučena se Šanghajskou lékařskou univerzitou.